# N-Heterocyclische Carbene

Strukturmotiv der NHC

N-Heterocyclische Carbene oder abgekürzt NHC (gelegentlich auch Arduengo-Carbene) sind eine Gruppe von organischen chemischen Verbindungen. Es handelt sich hier um elektronenreiche, aromatische oder ungesättigte heterocyclische Verbindungen, die stabile Carbene ausbilden können.
Sie wurden von Anthony J. Arduengo 1991 entdeckt. Vermutet wurde ihre Existenz schon um 1960 durch Hans-Werner Wanzlick.

## Struktur und Stabilität

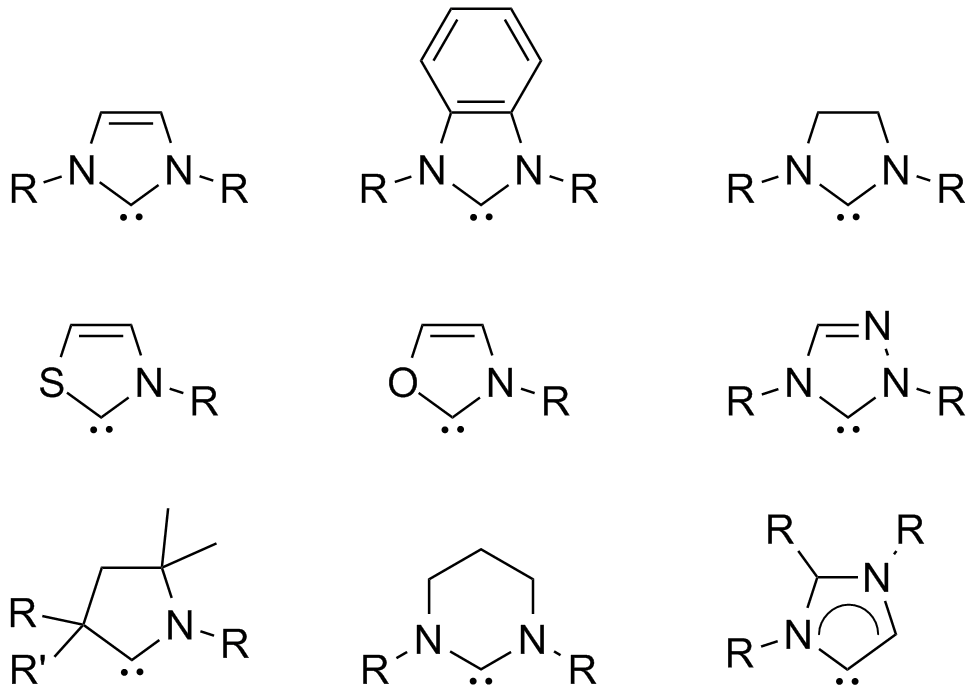
Übersicht geläufiger NHCs

Die hohe Stabilität von NHCs im Vergleich zu anderen Carbenen wird vor allem durch die −I und +M -Effekte der benachbarten Heteroatome verursacht. Die Elektronendichte des leeren p-Orbitals am Kohlenstoff wird so erhöht. Neben Stickstoff können auch Schwefel oder Sauerstoff das Carben stabilisieren. NHCs mit Imidazol als Grundgerüst werden zusätzlich durch ihre Aromatizität stabilisiert.

## Bildung
Freie Carbene werden meistens durch die Deprotonierung von Imidazolium-Salzen bzw. den entsprechenden kationischen Vorläuferverbindungen erhalten. Typischerweise werden dabei starke Basen wie beispielsweise Natriumhydrid oder Alkoholate verwendet.

## Dimerisierung
Manche NHCs dimerisieren zu Tetraaminoethylen-Derivaten. Sie stehen in einem chemischen Gleichgewicht, dem sogenannten Wanzlick-Gleichgewicht, mit den entsprechenden Carbenen. Anders als zunächst vermutet spielt dieses Gleichgewicht für die meisten NHCs keine Rolle.

Wanzlick-Gleichgewicht

## Anwendung
NHCs spielen eine wichtige Rolle als Liganden für Metallkomplexe. Durch ihre Eigenschaften als starke sigma-Donoren und ihre kinetische Inertheit stellen sie eine beliebte Alternative für Phosphine besonders für Übergangsmetallkatalysen dar. Übergangsmetall-NHC-Komplexe sind oft temperaturstabiler und weniger oxidationsempfindlich als Phosphinkomplexe. Die Steuerungsfunktion der NHCs bei katalytischen Verfahren (Organometall-Katalyse) wurde von Wolfgang A. Herrmann an der Technischen Universität München im Jahre 1994 entdeckt, der daraufhin diese den Phosphinen in ihrer Wirksamkeit oftmals überlegene variantenreiche Ligandenfamilie systematisch entwickelte.
Ein bekanntes Beispiel für die Anwendung von Übergangsmetall-NHC-Komplexen in der Katalyse ist der Olefinmetathese-Katalysator der zweiten Generation von Robert H. Grubbs.

NHC als Ligand in bei einem Metathese-Katalysator der 2. Generation

Eine weitere wichtige Eigenschaft ist die Befähigung der NHC zur Ausbildung von Charge-Transfer-Komplexen.